# Terzo catalogo di radiosorgenti di Cambridge
Il Terzo catalogo di radiosorgenti di Cambridge (3C) è il terzo di una serie di nove cataloghi di radiosorgenti pubblicati dall'Università di Cambridge a partire dal 1950. 3C fu pubblicato nel 1959 dal gruppo di radioastronomi di Cavendish che si basarono sulle osservazioni compiute con l'interferometro di Cambridge alla frequenza di 159 MHz.
Il catalogo subì due revisioni, una all'inizio degli anni sessanta e una negli anni ottanta che integrarono e modificarono il campione originario di oggetti.

## Il catalogo originale

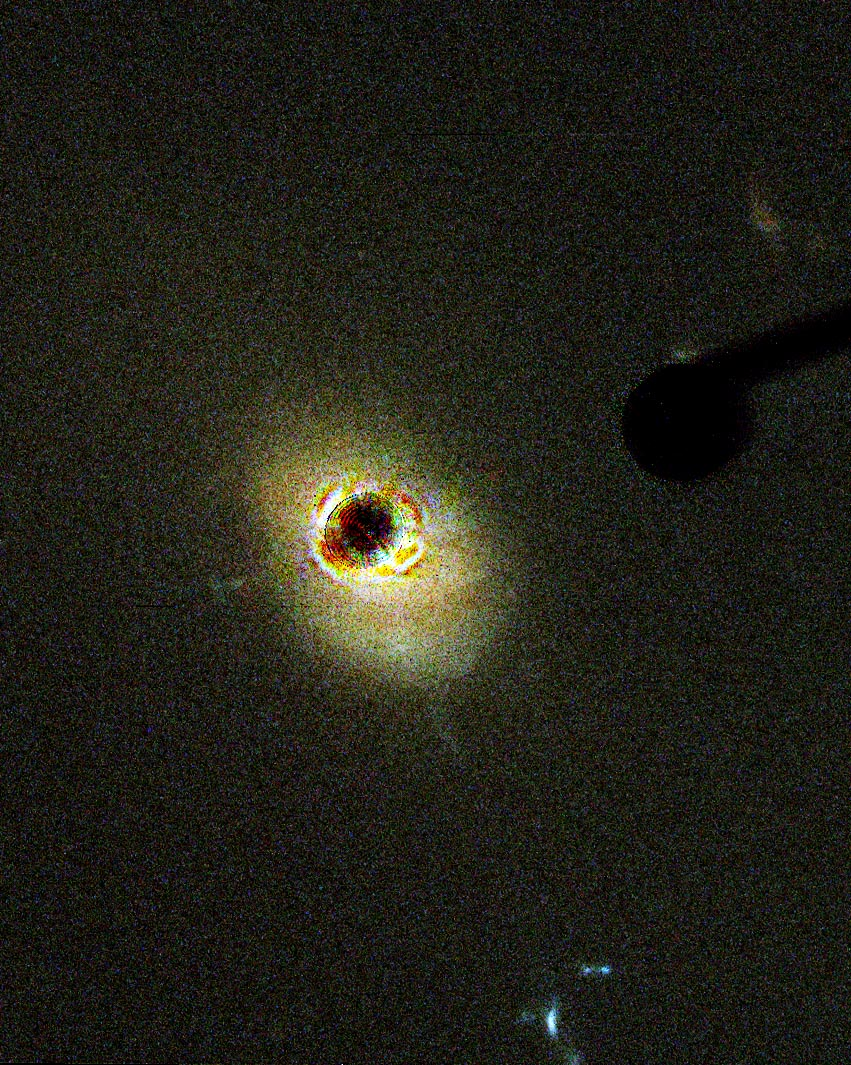
Il quasar 3C 273 è probabilmente l'oggetto più famoso del catalogo 3C. L'immagine è stata ottenuta dal telescopio spaziale Hubble con un coronografo.

3C fu compilato a partire dalle osservazioni fatte con l'interferometro di Cambridge alla frequenza di 159 MHz; con lo stesso strumento erano state compiute anche le osservazioni utilizzate nella compilazione del catalogo 2C, pubblicato quattro anni prima.
Nella sua versione originale, 3C conteneva 471 radiosorgenti comprese fra le declinazioni -22° e +71° e con una densità di flusso maggiore di 8 Jy. Gli oggetti, elencati in ordine di ascensione retta, vengono indicati con il prefisso 3C seguito da un numero progressivo separato da uno spazio, come ad esempio la sorgente 3C 273.

## La prima revisione: il catalogo 3CR
Nel 1962 l'astronomo Andrew Bennett revisionò il catalogo 3C usando nuove osservazioni, compiute questa volta a 178 MHz; per molti anni 3CR (3C revised) fu considerato il catalogo definitivo delle radiosorgenti più brillanti dell'emisfero nord. Nella compilazione di 3CR, Bennett restrinse i criteri di appartenenza, considerando soltanto le sorgenti con una densità di flusso maggiore di 9 Jy e con una declinazione maggiore di -5° escludendo l'area di cielo vicino al picco di emissione della Via Lattea. Grazie alle nuove osservazioni a 178 MHz, che avevano una risoluzione maggiore di quelle originali, furono escluse dal catalogo le sorgenti affette dal cosiddetto effetto di confusione, ovvero quelle multiple ma così vicine da essere viste dal radiotelescopio come un'unica sorgente. Inoltre vennero scoperte e identificate nuove radiosorgenti, invisibili a 159 MHz. La numerazione originale del catalogo e l'ordinamento in ascensione retta furono tuttavia preservati, e le nuove sorgenti nominate utilizzando un'estensione decimale: ad esempio la sorgente 3C 323.1 segue in ascensione retta 3C 323 e precede 3C 324.

## La seconda revisione: il catalogo 3CRR
Nel 1983 il terzetto composto dagli astronomi Robert Laing, Julia Riley e Malcolm Longair pubblicò un'ulteriore revisione del catalogo, chiamata 3CRR o 3CR². Questa revisione servì a migliorare e correggere gli errori contenuti nel catalogo 3CR causati da alcuni limiti delle osservazioni originali.
3CRR contiene 173 oggetti selezionati dai cataloghi 3CR, 4C e 4CT secondo i seguenti criteri: densità di flusso alla lunghezza d'onda di 178 MHz maggiore o uguale a 10 Jy, declinazione maggiore o uguale a 10° e latitudine galattica inferiore a -10° e superiore a 10° (in modo da evitare il disco della Galassia). Questa revisione si sofferma solo sulle sorgenti radio extragalattiche, pertanto sono stati esclusi un certo numero di oggetti presenti sia nel catalogo 3C che in 3CR, come i resti di supernova, ma anche alcune radio galassie ben note che cadono al di fuori dell'intervallo di declinazione, di latitudine galattica o di flusso. Inoltre sono state scartate quelle sorgenti contenute in 3CR affette da confusione. Una campagna di osservazioni con telescopi ottici ha portato all'identificazione di 162 su 173 controparti ottiche delle radiogalassie: il 71% risultano essere galassie, il 25% quasar.
Considerando solo le sorgenti più piccole di 10 minuti d'arco, il campione di radiogalassie definito in 3CRR è completo al 96%. Per le sorgenti di maggior dimensione angolare, il grado di completezza è inferiore, ma comunque è maggiore rispetto al campione di galassie contenuto nel catalogo 3CR.
Le osservazioni compiute a 178 MHz hanno permesso di distinguere alcune sorgenti multiple che nelle precedenti versioni del catalogo erano viste come un oggetto unico; in questi casi è stata assegnata una lettera maiuscola come suffisso (A, B...) al nome dell'oggetto.